# Scinax fuscovarius
Ranita Hocicuda de Pintas Claras o Hocicuda común (Scinax fuscovarius) es una especie de anfibios de la familia Hylidae.

## Distribución y hábitat
Habita en Argentina, Bolivia, Brasil, Paraguay y Uruguay a 150–1800 m s. n. m.
Sus hábitats naturales incluyen sabanas secas, zonas de arbustos, praderas a baja altitud, praderas parcialmente inundadas, lagos intermitentes de agua dulce, marismas de agua dulce, corrientes intermitentes de agua, pastos, jardines rurales, áreas urbanas y zonas previamente boscosas ahora muy degradadas.

## Descripción
Llega hasta los 55 mm de longitud hocico-cloaca, las hembras un poco más grande que los machos. 
Cuerpo robusto, cabeza más larga que ancha y su hocico es puntiagudo. Su coloración dorsal es amarronada claro y presenta una serie de manchas más oscuras en todo el cuerpo, aunque en el dorso a la altura de la espalda y el sacro puede presentar un par de manchar caracterizcicas en forma de “)(“ o de X abierta. Su vientre es de color claro.
Se puede diferenciar de otras especies del mismo género por tener en la región anterior y posterior de los miembros posteriores una coloración amarillenta con un reticulado oscuro oculto estando en reposo.
En las extremidades posee discos adhesivos truncados y membrana interdigital desarrollada moderadamente. 
Los machos presentan un saco vocal blanquecino.

## Hábitos
De hábitos arborícolas. Durante el día permanece refugiada en madrigueras, grietas de árboles o construcciones humanas donde sea húmedo y fresco. 
En estadio larvario son nectónicos.

## Alimentación
En estadio adulto y juvenil presenta una dieta variada entre distintos arácnidos e insectos pequeños y en menor medida crustáceos.
En estadio larvario son principalmente fitófagos, alimentándose de algas flotantes.

## Reproducción
Los machos vocalizan desde el suelo, rocas al borde del agua o perchados en la vegetación circundante a cuerpos de aguas. Tienen puestas de más de 1000 a 2000 huevos pequeños de color oscuros, colocados entre la vegetación al fondo del cuerpo de agua uno por uno. 
Tardan en desarrollarse entre 30 a 50 días (dependiendo del ambiente), los renacuajos son claros y pueden llegar a medir 51mm hocico-punta de la cola; aunque su tamaño y forma varía si el charco presenta diferentes profundidades, temperaturas, duración y vegetación circundante o presencia de depredadores.